# Ghiacciaio Stringfellow
Il ghiacciaio Stringfellow (in inglese Stringfellow Glacier) (64°10′S 60°18′W) è un ghiacciaio situato sulla costa di Davis, nella parte nord-occidentale della Terra di Graham, in Antartide. Il ghiacciaio, il cui punto più alto si trova 710 m s.l.m., fluisce verso nord a partire dall'altopiano Detroit, poco a ovest del ghiacciaio Henson, fino ad unirsi con la distesa di ghiaccio chiamata ghiaccio pedemontano Wright sulla costa della baia di Lanchester.

## Storia
Il ghiacciaio Stringfellow è stato mappato dal British Antarctic Survey, che all'epoca si chiamava ancora Falkland Islands and Dependencies Survey, nel 1956-57, grazie a fotografie aeree scattate dalla Hunting Aerosurveys Ltd. Il ghiacciaio è stato poi così battezzato nel 1960 dal Comitato britannico per i toponimi antartici in onore di John Stringfellow (1799—1883), il progettista inglese che nel 1848 disegnò il primo modello di aeroplano motorizzato ad effettuare un volo.